# 天津市安定医院
天津市安定医院，第二名称为天津市精神卫生中心，俗称吴家窑医院，位于天津市河西区柳林路13号。最早的前身可以追溯至1946年2月成立的私立疯癫医院。1978年，天津市精神病防治院与天津市立新医院合并，定名为天津市精神病院。1989年，更名为天津市安定医院。目前，天津市安定医院（天津市精神卫生中心）是精神科三级甲等医院，隶属于天津市卫生健康委员会。

## 历史沿革

### 1978年以前
1950年9月18日天津市精神病管制所建立，主要收治天津市区流浪无家的精神病患者。1958年7月，更名为天津市精神病防治院。
1955年，天津市卫生局接管创建于1948年的私立广济医院。1956年2月10日，与私立疯癫医院合并，时称市立广济医院，1967年更名为天津市立新医院。

### 1978年至今
1978年，天津市精神病防治院与天津市立新医院合并，定名为天津市精神病院。1989年，更名为天津市安定医院。该院有两处院址，一处位于河西区吴家窑大街39号，另一处为津南区李楼村。2004年底，接收丁字沽医院和立新医院筹备处，2005年7月，接收北京铁路分局天津结核防治疗养院，并在此址建新院。2006年2月，经市卫生局批准增名天津市精神卫生中心。
2005年9月，经天津市司法局批准，成立天津市安定精神疾病司法鉴定所，承担天津地区精神疾病的司法、残疾和劳动能力鉴定工作。2006年2月，经天津市卫生局批准，增名天津市精神卫生中心。2008年，天津市安定医院迁至河西区柳林路13号新院址。